# Julius Hirschberg

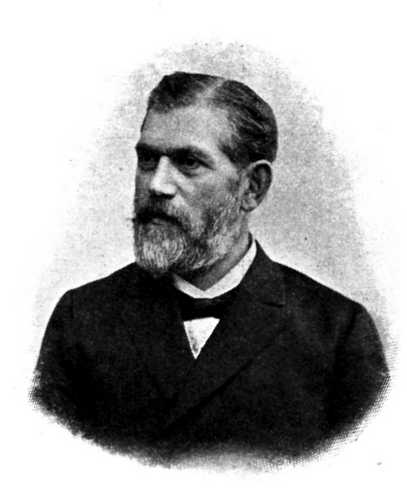
Julius Hirschberg

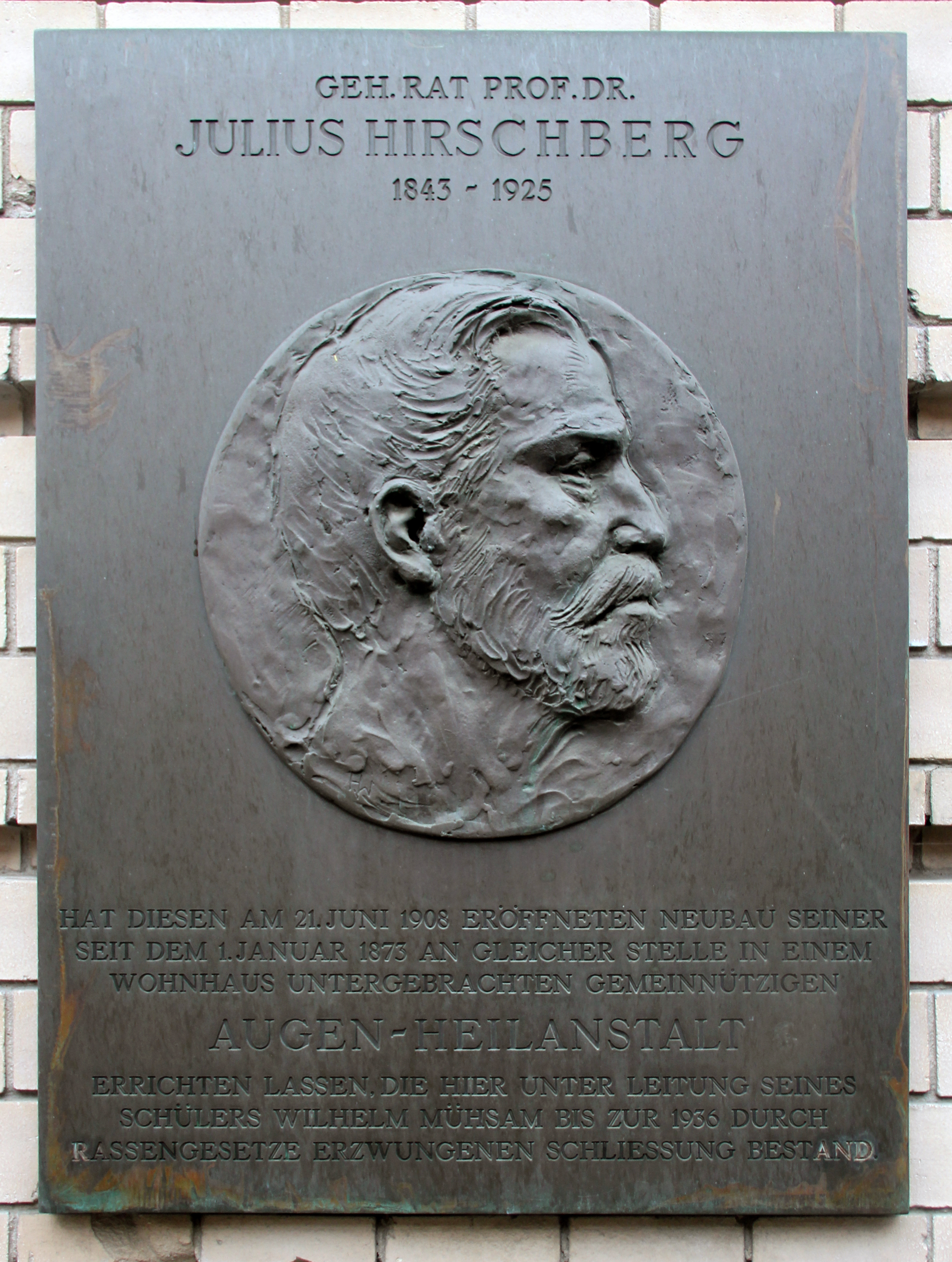
Gedenktafel am Haus, Reinhardtstraße 34, in Berlin-Mitte

Julius Hirschberg (* 18. September 1843 in Potsdam; † 17. Februar 1925 in Berlin) war ein deutscher Augenarzt, Hochschullehrer und Medizinhistoriker.

## Lebenslauf

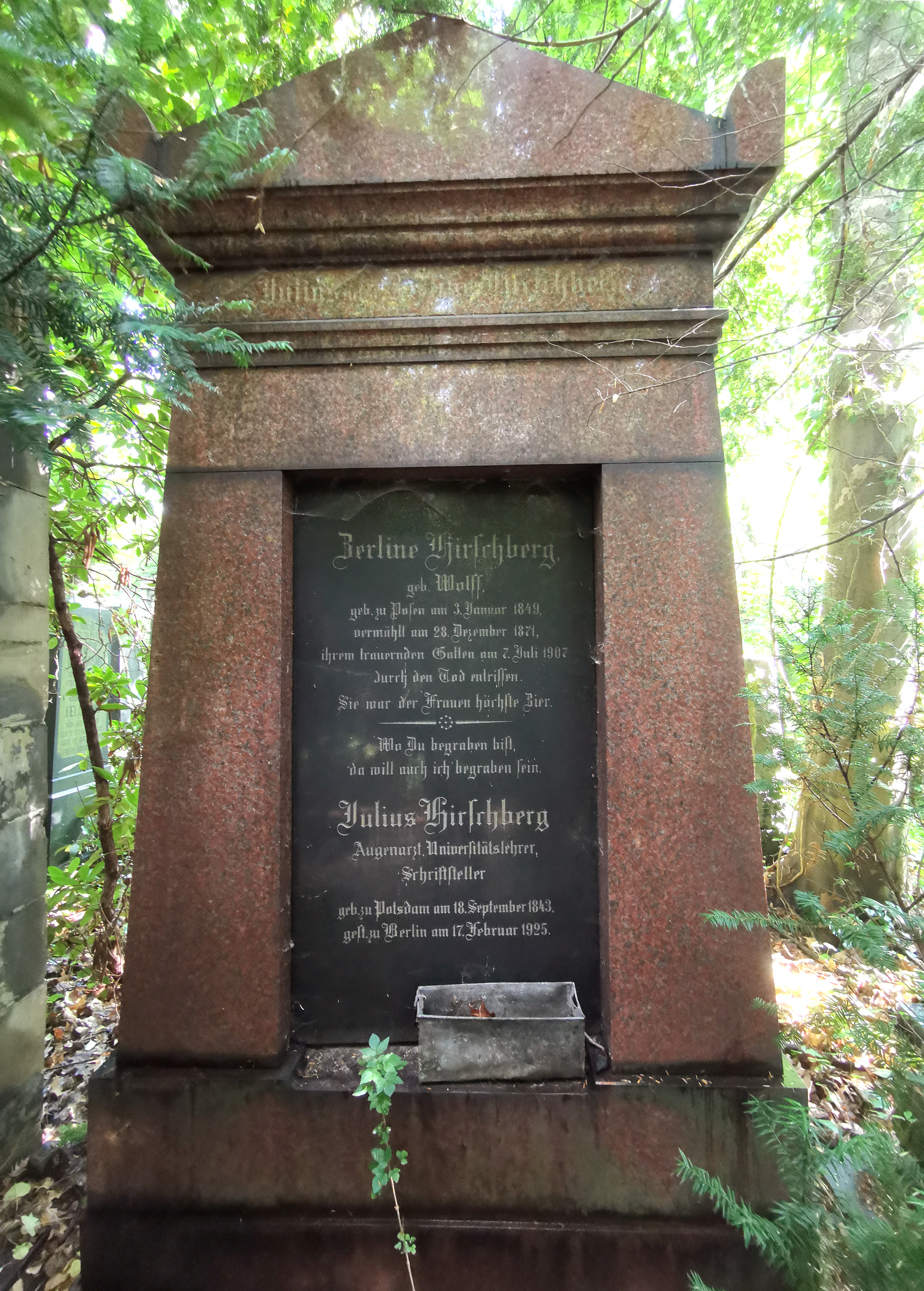
Grabstelle auf dem Jüdischen Friedhof Berlin-Weißensee

Julius Hirschberg studierte in Berlin, wo er 1866 promoviert wurde und 1867 seine Approbation erhielt. Ab 1868 war er zunächst in der Klinik Albrecht von Graefes als Augenarzt tätig und ließ sich 1869 mit einer eigenen Praxis nieder. Er habilitierte im folgenden Jahr 1870. 1879 erhielt er eine außerordentliche, 1900 eine ordentliche Honorarprofessur an der Universität Berlin.
Im Alter von 49 Jahren unternahm er eine Weltreise (August 1892 bis Januar 1893), die ihn in 171 Tagen einmal „Um die Erde“ führte und deren Verlauf er in seinem 1894 erschienenen Buch beschreibt. Besonders ausführlich sind seine Schilderungen über Japan, Ceylon und Indien.
Ab 1907 widmete er sich ausschließlich seiner medizinhistorischen Arbeit an der Geschichte der Augenheilkunde, die im größeren Rahmen des Handbuchs der Augenheilkunde von 1899 bis 1912 in der ersten Auflage erschienen ist.
Julius Hirschberg starb am 17. Februar 1925 in seiner Berliner Wohnung Schiffbauerdamm 26 und wurde auf dem Jüdischen Friedhof Berlin-Weißensee beerdigt (Feld U 1).

## Ehrungen
Nach Hirschberg ist der Hirschberg-Test benannt, ein Verfahren zur Bestimmung des qualitativen Ausmaßes eines manifesten Schielens. Ferner führte Hirschberg die erste veröffentlichte Magnetextraktion metallischer Fremdkörper aus dem Auge aus, und begründete damit 1885 die Verwendung von Elektromagneten in der Augenheilkunde.
1986 wurde die internationale Gesellschaft zur Geschichte der Augenheilkunde nach ihm benannt.

## Schriften (Auswahl)
- Die Optik der alten Griechen Zeitschrift für Psychologie und Physiologie der Sinnesorgane, 16. Band. J. A. Barth Verlag, Leipzig 1898. siehe auch http://edocs.ub.uni-frankfurt.de/volltexte/2007/9168/
- Der Starstich der Inder. In: Centralblatt Augenheilkunde. Jahrgang 32, Januar 1907.
- Die Augenheilkunde der alten Inder. In: Berliner klinische Wochenschrift. 1920, Nr. 1, S. 712 und 734.
- Erlebnisse und Erinnerungen Bd. 1: Aus jungen Tagen, 1923 (mehr nicht erschienen)
- Geschichte der Augenheilkunde. In: Theodor Saemisch, Alfred Graefe (Hrsg.): Handbuch der gesammten Augenheilkunde. 2. Auflage. Band 12–15 (in 9 Teilbänden), Leipzig 1911; Neudruck (in 3 Bänden): Hildesheim / New York 1977.
- Wörterbuch der Augenheilkunde. Leipzig 1887
- mit Julius Lippert (Übers.): Die Augenheilkunde des Ibn Sina. Leipzig 1902; Nachdruck in: Fuat Sezgin (Hrsg.): Studies on Ibn Sīnā (d. 1037) and his medical works. 4 Bände. Frankfurt am Main 1996 (= Publications of the Institute for the History of Arabic-Islamic Science. Hrsg. von Fuat Sezgin, Band 10–13: Islamic Medicine.) Band 2, S. 161–354.
- als Hrsg.: Albrecht von Graefe, Augenkrankheiten und ihre Behandlung. Verlag Georg Thieme, Leipzig 1925.
- Beiträge zu Albert Eulenburgs Real-Encyclopädie der gesammten Heilkunde. Erste Auflage.
  - Band 1 (1880) (Digitalisat), S. 210–223: Amblyopie
  - Band 3 (1880) (Digitalisat), S. 594–611: Cysticercus im Auge
  - Band 9 (1881) (Digitalisat), S. 600–613: Neurotomia opticociliaris
  - Band 10 (1882) (Digitalisat), S. 101–157: Ophthalmoscopie
  - Band 11 (1882) (Digitalisat), S. 379–423: Refraction
- Zweite Auflage.
  - Band 2 (1885) (Digitalisat), S. 172–191: Augengeschwülste; S. 191–196: Augenheilkunde; S. 196–210: Augenheilmittellehre